# Рен и Стимпи: «Мультфильмы для взрослых»
«Рен и Стимпи: „Мультфильмы для взрослых“» (англ. Ren & Stimpy "Adult Party Cartoon") — американский анимационный мультсериал для взрослых, созданный канадским аниматором Джоном Крисфалуси (более известным как Джон К.) для кабельного телеканала Spike TV.
Серия была разработана как более «экстремальная» версия и спин-офф мультсериала «Шоу Рена и Стимпи», которое до этого транслировалась в детском кабельном телеканале Nickelodeon. В отличие от оригинального мультсериала — «Мультфильмы для взрослых» были более вульгарными и насыщенными чёрным юмором. Сериал был закрыт после показов трёх первых серий из-за низких рейтингов (хотя сам её создатель, Джон Крисфалуси планировал девять с продлением сериала на второй сезон).

## История создания
В 1989 году Крисфалуси продал права на «Шоу Рена и Стимпи» детскому телевизионному каналу Nickelodeon. Первый эпизод шоу вышел в эфир 11 августа 1991 года, между показом сериала «Даг» и «Ох, уж эти детки!». Spümcø осуществляла производство сериала на протяжении двух последующих лет, упорно преодолевая давление со стороны руководства Nickelodeon, которое пыталось навязать свои стандарты и подходы к анимации.
В 1992 году Nickelodeon увольняет Джона Крисфалуси. Производство сериала доверяют новообразованной студии Games Animation, которую возглавляет бывший коллега и подчинённый Крисфалуси, аниматор и режиссёр Боб Кэмп. Крисфалуси называет причиной своего увольнения эпизод «Man’s Best Friend», в котором Рен избивает Джорджа Ликвора веслом. Исполнительных продюсеров Nickelodeon возмутила жестокость сцены.
В 2002 году по приглашению Viacom, владельца Nickelodeon, MTV и др. кан., Джон Крисфалуси возобновляет работу над «Шоу Рена и Стимпи» для канала Spike TV, и в 2003 начинается показ её спин-оффа Ren & Stimpy «Adult Party Cartoon». Мультсериал выходил в эфир поздно вечером и классифицировал себя, как «только для взрослой аудитории». Как подразумевается название, шоу затрагивает более взрослые темы: явные указания на гомосексуальные отношения между главными героями, сцены женской наготы и более жестокие сцены неоправданного насилия.
Шоу начиналось с эпизода, запрещённого на Nickelodeon — «Man’s Best Friend». Крисфалуси был занят производством трёх из заявленных девяти эпизодов одновременно. После показа трёх эпизодов шоу было снято с эфира из-за низких рейтингов.
Также, многий актёрский состав, который озвучивал оригинальный мультсериал, вернулся к своим старым героям, кроме Билли Уэста (голоса кота Стимпи), который после первого же прочтения сценария, отказался участвовать в проекте (по его словам, он не хотел портить свою карьеру) и пророчил её скорое закрытие. Несмотря на это, актёру удалось найти замену в лице Эрика Баузы.
Первый эпизод мультсериала вышла в июне 2003 года в рамках анимационного блока для взрослых и сразу же получил неоднозначные отзывы у критиков и зрителей. Руководство канала часто возражали против некоторых материалов нового шоу, в частности, рискованных эпизод «Нудисткий пляж», которая не вышла в эфир в первоначальном выпуске шоу, что стало проблемой планирования выпусков. Эпизоды перестали выходить после трёх эпизодов, когда анимационный блок канала был упразднён.
Остальные серии должны были показать летом 2004 года, но из-за низких рейтингов, шоу было закрыто и больше никогда на телевидении не транслировалось.
Скоро, Крисфалуси закрыл свою канадскую студию, после иска поданного студией Carbunkle.
В 2005 году, все созданные шесть серий «Мультфильмов для взрослых» были выпущены на DVD.

## Критика
Сериал был разгромлен критиками, зрителями и даже фанатами оригинального «Шоу Рена и Стимпи». Он получил крайне низкие рейтинги и считается одним из худших мультсериалов в истории.

## Список эпизодов
1. Лучший друг человека (Man’s Best Friend)
2. Вперёд и Вверх (Onward and Upward)
3. Рену нужна помощь (Ren Seeks Help)
4. Пожарные псы 2 (Fire Dogs 2)
5. Нудистский пляж (Naked Beach Frenzy)
6. Альтруисты (Altruists)
7. Беременность Стимпи (Stimpy’s Pregnant)